# Yakama
Cet article concerne la langue. Pour le peuple, voir Yakamas.
Le yakama est une langue amérindienne en voie d'extinction. C'est une variété du sahaptin faisant partie de la famille des langues sahaptiennes. Il est parlé par les Yakamas dans leur réserve au sud de l'État de Washington aux États-Unis.

## Nom
Le yakama est également appelé ichishkíin, waptailmim, yakima ou sahaptin du Nord-Ouest,.

## Utilisation
Il n'est plus parlé que par 25 personnes en 2007 et ce nombre va en se réduisant, la langue n'étant plus parlée que par les personnes âgées. Ses locuteurs parlent également anglais.
Néanmoins, l'Heritage University (en) de Toppenish offre deux niveaux d'instruction en yakama et le musée tribal local dispense occasionnellement des cours.

## Dialectes
Il existe les dialectes du klikitat et du yakama nucléaire,.

## Écriture
L’alphabet pratique yakama (Yakima Practical Alphabet en anglais) est développé au début des années 1970 par le linguiste et anthropologue Bruce Rigsby avec Alex Saluskin et des aînés yakama. Ce système permet de représenter tous les sons de la langue et peut être saisi à la machine à écrire. Il est utilisé dans le dictionnaire Yakima Language Practical Dictionary de Virginia Beavert et Bruce Rigsby publié en 1975, et dans les cours de yakama de la Nation Yakama, de la Heritage Universty, et de la University of Oregon. Les dialectes proches parlés et enseignés par les Confederated Tribes of Warm Springs (CTWS) et Confederated Tribes of the Umatilla Indian Reservation (CTUIR) utilisent des orthographes légèrement différentes.
| a  | aa  | ch  | ch’ | h | i  | ii | ɨ | k  | k’ | kw | kw’ | ḵ  |
| ḵ’ | ḵw  | ḵw’ | l   | ɬ | m  | n  | p | p’ | s  | sh | t   | t’ |
| tɬ | tɬ’ | ts  | ts’ | u | uu | w  | x | x̱  | xw | x̱w | y   | ’  |

## Sources
- (yak + en) Virginia R. Beavert et Sharon L. Hargus, Ichishkíin Sɨ́nwit Yakama / Yakima Sahaptin Dictionary, Toppenish, Washington, Heritage University, 2009, lxviii+492 (ISBN 9780295989150, présentation en ligne)
- (en) Joana Worth Jansen, Grammar Of Yakima Ichishkíin/Sahaptin (thèse de Ph.D.), University of Oregon, 2010 (lire en ligne)
- (en) Bruce Rigsby, « Introduction », dans Virginia Beavert, Bruce Rigsby, Yakima language practical dictionary, Confererated Tribes and Bands of the Yakima Indian Nation, 1975 (lire en ligne)